# معاليه هاشالوم

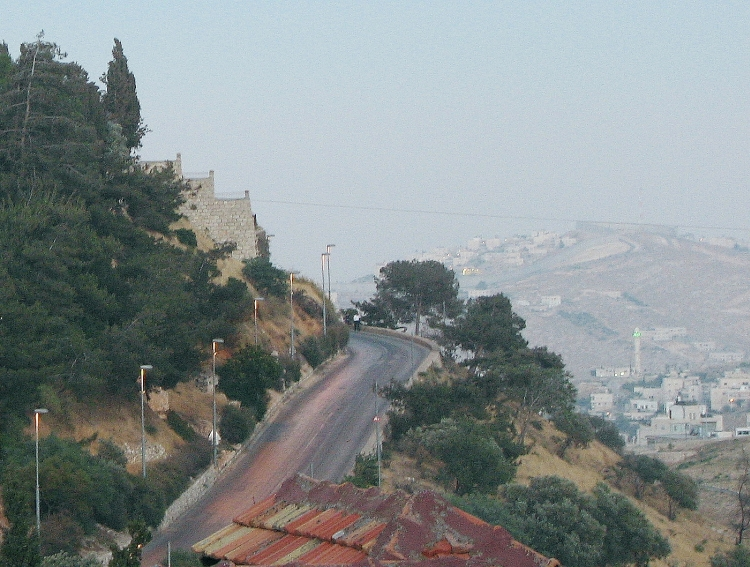
معاليه هشالوم، كما يبدو من فوق جبل صهيون

معاليه هاشالوم (بالعبرية: מעלה השלום، ومعناه بالعربية «صعود السلام»)، ويعرف أيضًا باسم طريق البابا (بالعبرية: כביש האַפִּיפְיוֹר، كيفيش هاأبيفيور)، هو أحد شوارع القدس الشرقية.
يربط طريق معاليه هاشالوم الطريق 60 مع طريق «معالوت إير دافيد» حيث يكونان طريق «ديريخ هاأوفيل». يمتد على طول الحدود الجنوبية للبلدة القديمة، وتوجد به بوابة المغاربة حيث يوجد مدخل الحي اليهودي. كما أنه يمتد بجانب مقبرة جبل صهيون للبروتستانت وكذلك المقابر الكاثوليكية. ويمتد بالتوازي مع الأماكن المقدسة في جبل الهيكل. وعلى الرغم من أنه يوجد خارج أسوار المدينة القديمة اليوم، إلا أن الطريق يعتبر داخل القدس التاريخية المقدسة.
قبل عام 1964، كان الطريق إلى جبل صهيون عبارة عن مسار ترابي ضيق. وفي ذلك العام، خطط البابا بولس السادس لزيارة القدس، وتكريمًا له سمح الأردنيون بتوسيع وإنشاء طريق مناسب لتمكين البابا من الوصول إلى المكان حيث كانت حجرة العشاء الأخير.
وقبل حرب الأيام الستة بين العرب وإسرائيل في عام 1967، كان هذا الشارع يُعرف باسم بطريق عين اللوزة.